# Famille von Bonin
La famille von Bonin est une ancienne noblesse de Poméranie du même nom située dans l'arrondissement de Dramburg au sud de Köslin.

## Histoire
La famille apparaît pour la première fois dans des documents en 1294 avec Miles Thesmarus de Bonin La lignée familiale directe commence avec Swantus (mort vers 1356), juge du château de Belgard et seigneur de Dubbertech, Naseband et Wogenthin. Parmi ses fils, la famille est divisée en deux lignées principales qui existent encore aujourd'hui : Dubbertech avec Wogenthin et Naseband. Une troisième lignée Gumenz s'est probablement éteinte au XVIIe siècle, en tout cas elle n'a pas été étudiée jusqu'à aujourd'hui.
Certains membres de la famille qui ont poursuivi une carrière militaire se sont fait un nom en tant qu'officiers de haut rang
Le droit de présentation à la chambre des seigneurs de Prusse est accordé le 28 novembre 1901 à Potsdam (Nouveau Palais).

## Blason

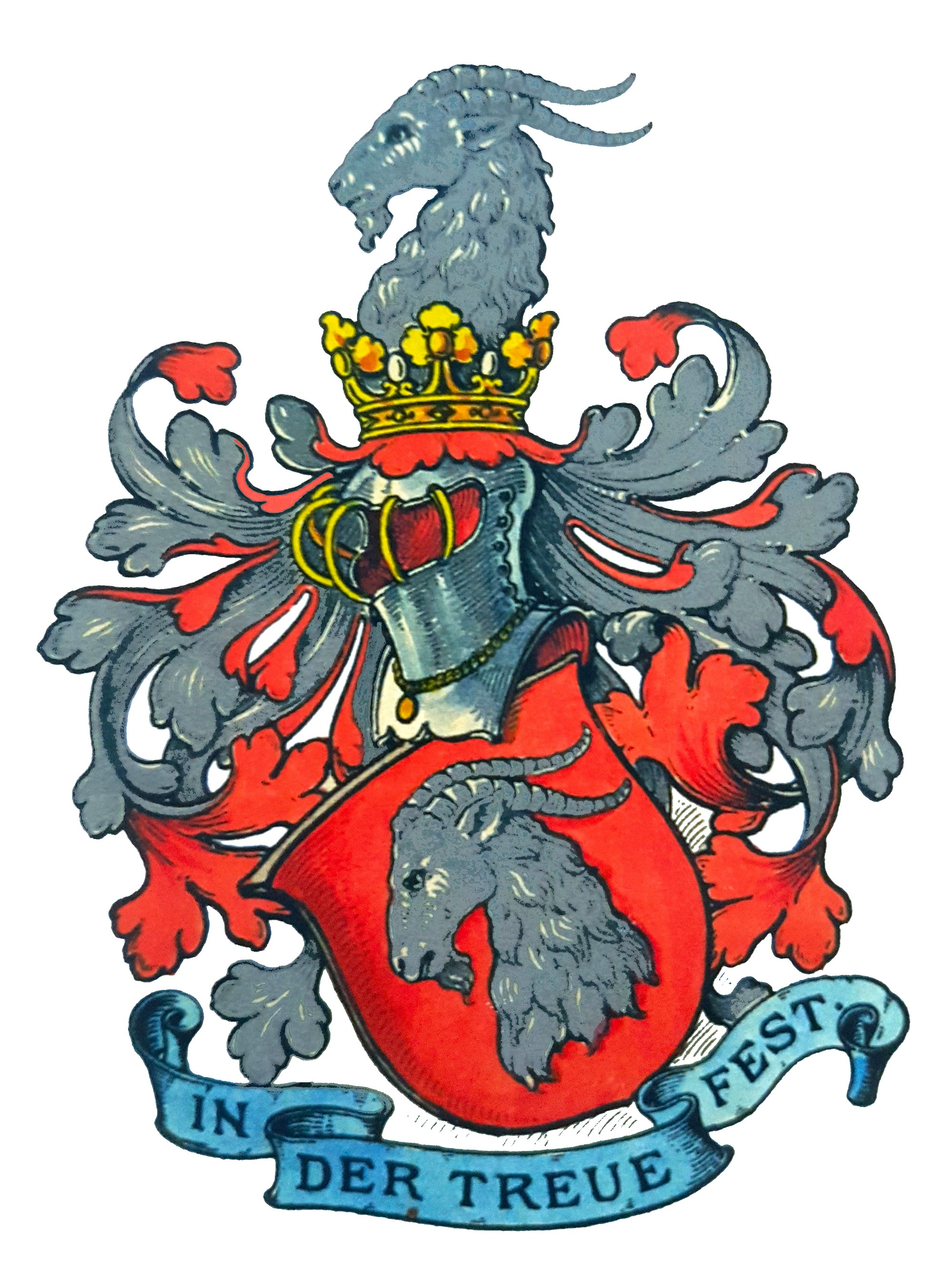
Armoiries de la famille von Bonin.

En rouge la tête et le cou d'un bouquetin argenté. L'image du bouclier sur le casque avec des lambrequins rouges et argentées. L'emblème orne souvent les armoiries avec la devise « Trouver dans la fidélité ». Les von Kameke (de), qui sont probablement de la même famille, portent le même écusson.

## Personnalités
- Anton von Bonin (de) (mort en 1633), bailli poméranien et conseiller de gouvernement, doyen de la collégiale de Colberg.
- Georg Otto von Bonin (de) (1613-1670), homme d'État prussien et poète.
- Ulrich Bogislaus von Bonin (de) (1682-1752), poète de chants spirituels.
- Anselm Christoph von Bonin (de) (1685-1755), lieutenant général prussien et commandant de Magdebourg.
- Kasimir Wedig von Bonin (de) (1691-1752), lieutenant-général prussien.
- George Bogislav von Bonin (de) (1701-1764), juriste prussien et président de la cour de justice de Köslin (de).
- Bernd Eckard von Bonin (de) (1702-1771), colonel prussien et chef du 9e régiment de garnison (de).
- Otto Wedig von Bonin (de) (1724-1796), administrateur de l'arrondissement de Dramburg et directeur régional prussien.
- Bogislav Ernst von Bonin (de) (1727-1797), lieutenant général prussien et chef d'un 54e régiment d'infanterie.
- George Friedrich Felix von Bonin (de) (1749-1818), administrateur de l'arrondissement de Dramburg
- Christian Friedrich von Bonin (1755-1813), officier, intendant du théâtre de la cour, traducteur et auteur de comédies[5]
- Otto Friedrich Fürchtegott von Bonin (de) (1756-1833), directeur régional prussien.
- Ernst Friedrich Otto von Bonin (de) (1761-1822), lieutenant-général prussien et inspecteur de la Landwehr dans le district de Münster.
- Gustav Ferdinand Bogislav von Bonin (1773-1837), major[6], décoré le 2 juillet 1794 de l'ordre Pour le Mérite[7].
- Wilhelm von Bonin (1786-1852), haut président de la province de Poméranie.
- Eduard von Bonin (1793-1865), général d'infanterie prussien et ministre de la Guerre.
- Otto von Bonin (de) (1795-1862), lieutenant-général prussien et commandant de la 3e brigade de cavalerie.
- Gustav von Bonin (1797-1878), ministre prussien des Finances, haut président de la province de Saxe et de la province de Posnanie, et doyen du Reichstag
- Theodor von Bonin (de) (1799-1852), administrateur de l'arrondissement de Neustettin
- Adolf von Bonin (1803-1872), général d'infanterie prussien, adjudant général du roi et président de la Commission générale des ordres.
- Robert von Bonin (de) (1805-1852), capitaine prussien, historien militaire et généalogiste.
- Wilhelm von Bonin (1824-1885), lieutenant-général prussien.
- Hugo von Bonin (de) (1826-1893), propriétaire prussien et député de la Chambre des seigneurs de Prusse.
- Udo von Bonin (de) (1826-1902), major-général prussien, chef du département des services et des lazzi au ministère de la Guerre.
- Gisbert von Bonin (1841-1913), ministre d'État de Saxe-Cobourg-Gotha.
- Bogislav von Bonin (de) (1842-1929), député du Reichstag, propriétaire terrien, administrateur de l'arrondissement de Neustettin.
- Gustav von Bonin (de) (1843-1905), major général prussien.
- Konstantin von Bonin (de) (1843-1914), major général prussien
- Eduard von Bonin (de) (1846-1934), propriétaire terrien et député de la Chambre des seigneurs de Prusse.
- Hans Fritz von Bonin (1847-1923), lieutenant-général prussien.
- Eckart von Bonin (1854-1928), major général prussien
- Eckart von Bonin (1854-1912), député du Reichstag, administrateur de l'arrondissement de Neustettin
- Swantus von Bonin (1855-1919), major général prussien.
- Anna von Bonin (de) (1856-1933), écrivain.
- Henning von Bonin (1856-1923), général d'infanterie prussien.
- Joachim von Bonin (de) (1857-1921), député de la Chambre des représentants de Prusse, administrateur de l'arrondissement d'Apenrade (de) et de l'arrondissement de Stormarn.
- Heinrich von Bonin (de) (1865-1923), major général prussien.
- Erich von Bonin (de) (1878-1970), lieutenant-général.
- Burkhard von Bonin (de) (1879-1947), juriste et écrivain allemand.
- Carl-Lothar von Bonin (1880-1960), président du gouvernement prussien.
- Reimar von Bonin (de) (1890-1976), contre-amiral allemand, auteur et traducteur.
- Engelbrecht von Bonin, SS Hauptsturmführer et chef de l'administration du camp de concentration de Stutthof, plus tard du camp de concentration de Wöbbelin
- Bogislaw von Bonin (1908-1980), officier et publiciste allemand.
- Hubertus von Bonin (1911-1943), officier de la Luftwaffe allemande pendant la Seconde Guerre mondiale
- Cosima von Bonin (née en 1962), artiste allemande